# فرانك تشارلز شريدر
فرانك تشارلز شريدر (بالإنجليزية: Frank Charles Schrader)‏ هو عالم حيوانات وجيولوجي وعالم حشرات أمريكي، ولد في 6 أكتوبر 1860، وتوفي في 1 أبريل 1944.